# Tric Trac
Tric Trac oder Tricktrack ist eine französische, niederländische oder belgische Backgammon-Variante. Es ist ein Brettspiel und eine Mischung aus Strategie- und Glücksspiel, gehört zu den Wurfzabel-Spielen und ist eine der ältesten Brettspielefamilien der Welt. Es gewinnt der Spieler, der als Erster alle eigenen Steine aus dem Spielfeld abtragen kann. Ein literarisches Denkmal ist die Erzählung Die Tricktrackpartie von Prosper Mérimée.

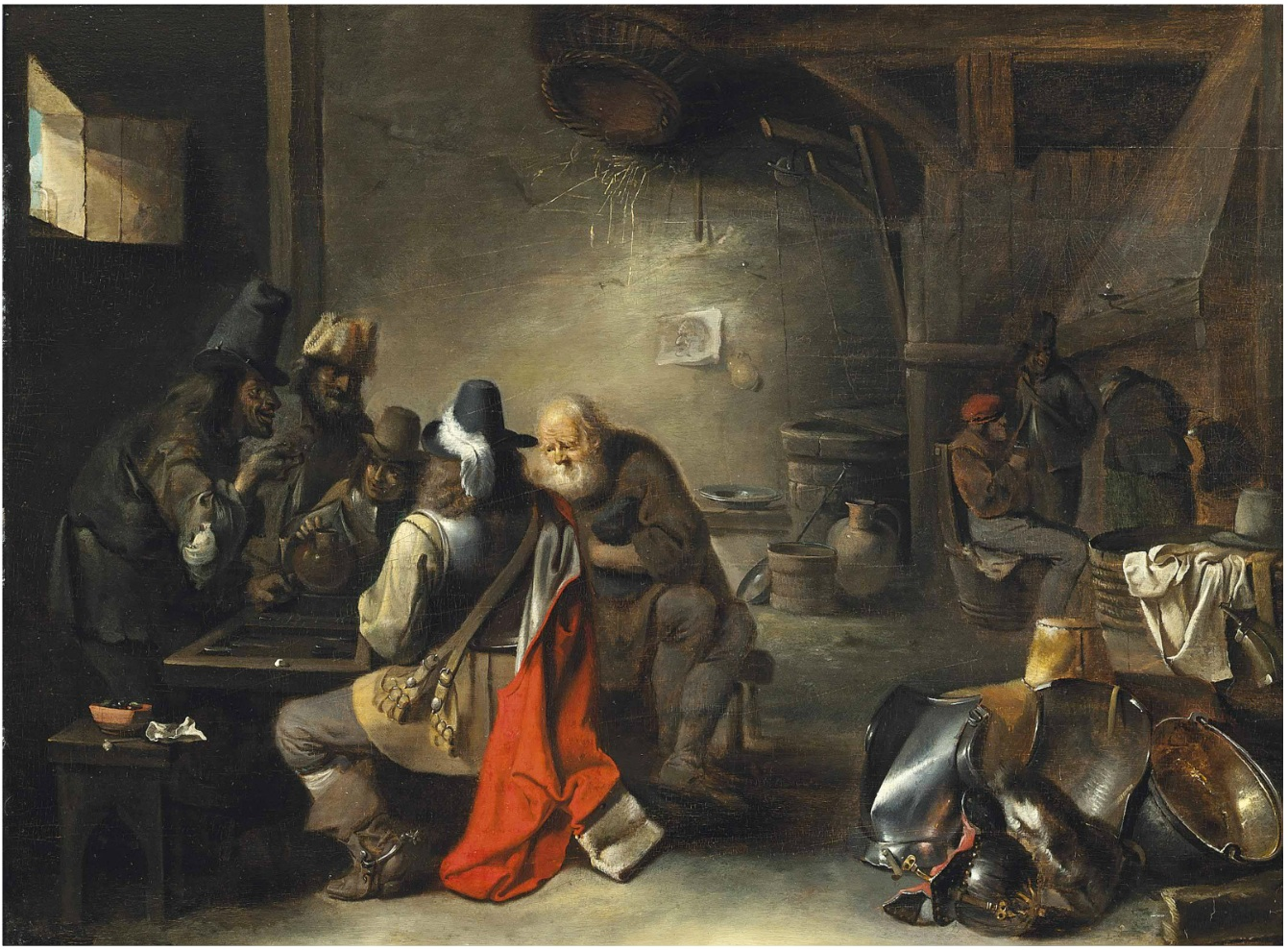
Tricktrack-Spieler (17. Jh.), Gemälde von Christoffel Jacobsz van der Laemen

## Spielziel
Es wird nach den gleichen Grundregeln gespielt wie beim englischen Backgammon. Ziel des Spiels ist es aber, zuerst 12 Punkte zu erreichen. Zum Markieren des Punktestandes werden (wie beim Tocadille) Chips oder Münzen benutzt.

## Zugrichtung und Setzen der Steine

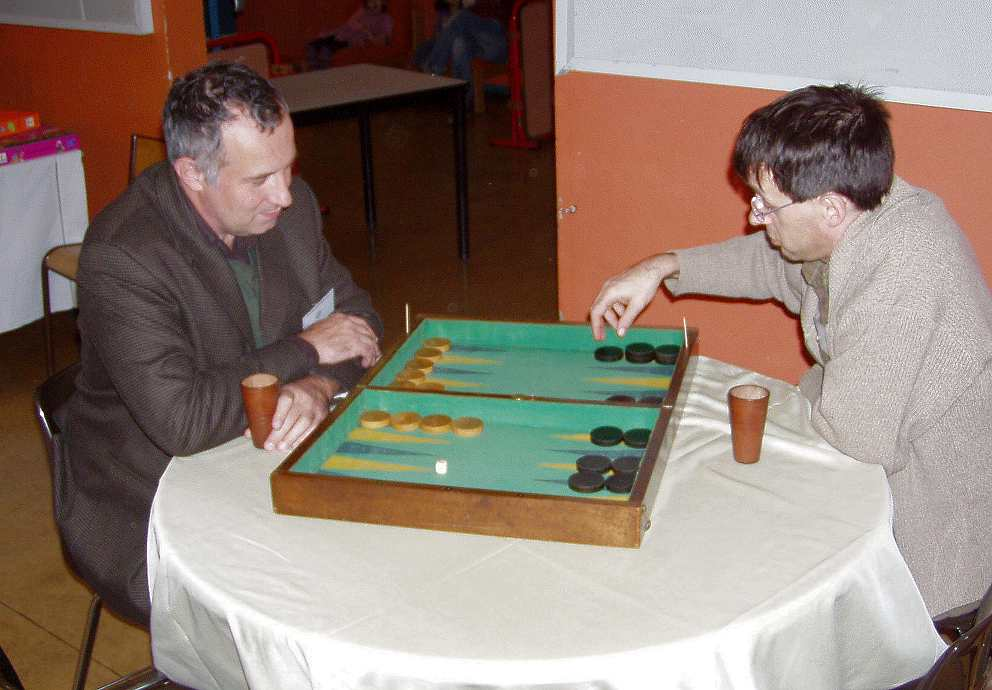
Tric Trac-Spieler (21. Jh.)

Jeder Spieler setzt seine 15 Steine in drei Türmen a 5 Steinen auf eine Spitze:
Schwarz auf Spitze 24. Zugrichtung ist entgegen dem Uhrzeigersinn, also über 13, 12 zu Spitze 1.
Rot auf Spitze 1. Zugrichtung ist im Uhrzeigersinn, also über 12, 13 zu 24.
Die Spitzen 1 und 24 sind Start- und Zielfelder, Steine auf diesen Spitzen sind „nicht im Spiel“.

## Ziehen der Steine
Beide Spieler werfen je 2 Würfel. Wer die höhere Augenzahl erreicht, beginnt mit diesem Wurf das Spiel. Zunächst muss jeder Spieler alle seine 15 Steine vom Startfeld herunterwürfeln. Erst dann, wenn das Startfeld leer ist, dürfen mit den Steinen weitere Züge gemacht werden.
Ein Spieler kann mit den gewürfelten Augenzahlen 2 verschiedene Steine ziehen, oder einen einzelnen Stein um die Summe beider Augenzahlen ziehen.
Grundsätzlich sollten beide Augenzahlen gezogen werden. Ist ein Zug nicht möglich, so verfällt er.
Bei einem Pasch werden die Augenzahlen nur einfach gezogen, der Spieler darf dann aber noch mal würfeln.

## Die „Hucke“
Die Spitze 13 für Rot und Spitze 12 für Schwarz gelten als „Hucken“, für die Einschränkungen gelten. Jeder Spieler darf seine Hucke nur betreten, wenn er sie in einem Zug gleichzeitig mit 2 Steinen betreten kann.
Danach können beliebig viele Steine auf die eigene Hucke gebracht und wieder weitergezogen werden.
Die beiden letzten Steine müssen wieder gleichzeitig von der Hucke weggezogen werden.
Die gegnerische Hucke ist eine blockierte Spitze, die nicht betreten werden darf, auch nicht, wenn sie unbesetzt ist.

## Schlagen

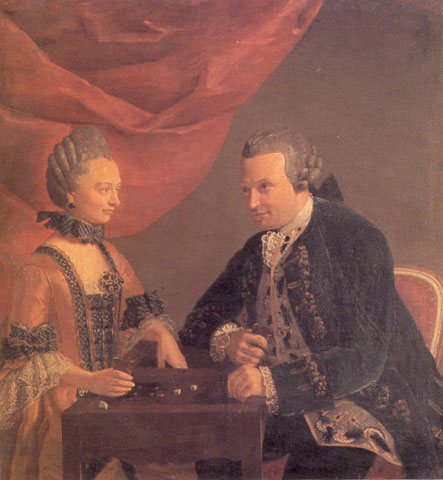
Tric-Trac-Spieler auf einem Gemälde von Léonard Defrance aus dem 18. Jahrhundert

Einzelne Steine des Gegners („Blots“) werden geschlagen wie beim normalen Backgammon. Geschlagene Steine werden auf das Startfeld zurückgesetzt und müssen erst wieder ins Spiel gebracht werden, bevor andere Steine bewegt werden dürfen.

## Hinausspielen
Einzelne Steine können hinausgespielt werden, wenn sie ihr Zielfeld erreichen oder darüber hinausziehen. Das Zielfeld für Rot ist Spitze 1, für Schwarz Spitze 24. Auf den Zielfeldern wird nicht geschlagen.

## Punktwertung

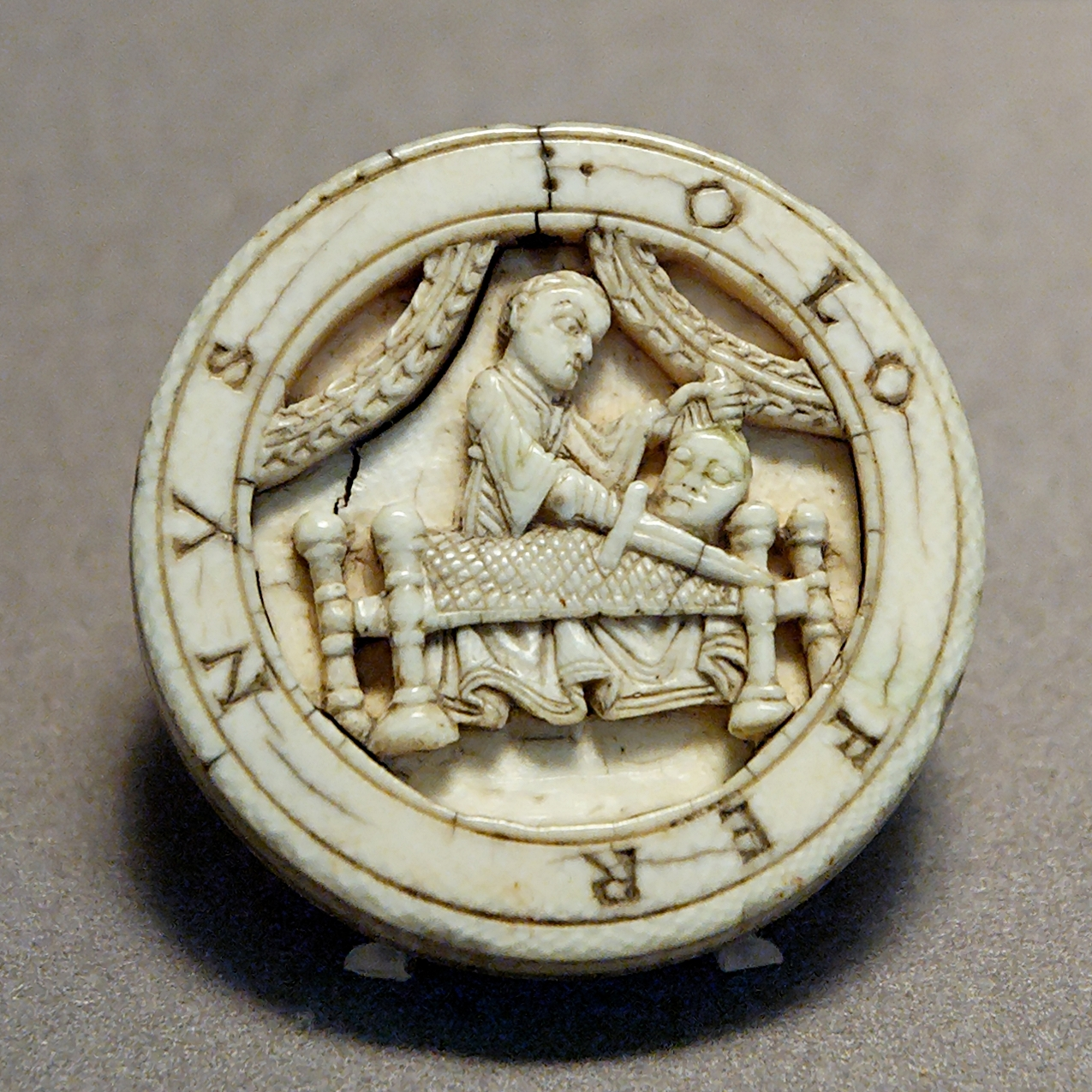
Spielstein aus dem 12. Jh. (Frankreich)

Jeder geschlagene gegnerische Stein bringt einen Punkt, ebenso jeder eigene, der hinausgespielt wurde. Mit Chips oder Münzen kann der Spielstand leicht festgehalten werden: Sie ziehen auf den Spitzen die Dreiecke mit entsprechend der gewonnenen Punkte. Erreicht ein Spieler 12 oder mehr Punkte, hat er das Spiel gewonnen.

## Varianten
- Wurfzabel ist ein mittelalterliches Würfelbrettspiel, das zuweilen ebenfalls unter der Bezeichnung Tric Trac oder Tricktrack firmiert.